# Пиштань (Кировская область)
Пиштань (сев.-зап. мар. Пиштӓҥ) — деревня в Яранском районе Кировской области. Входит в Никольское сельское поселение.

## География
Деревня расположена на расстоянии 7 км на северо-восток от Яранска на берегах реки Пиштани недалеко от её впадения в Ярань. В деревне четыре улицы: Кирова, Заречная, Молодёжная, Советская.

## Улицы
| Заречная  |
| Советская |

| Кирова |

| Молодёжная |

## Население
| 2010 |
| ---- |
| 296  |

В 2002 году: русских — 93 %, марийцев — 7 %.

## История
Деревня упоминается в первой дошедшей до нас переписи Яранского уезда — Переписной книге Яранского посада и уезда Г. М. Юшкова 1646 года. Нынешняя деревня объединяет две бывшие деревни — Большую Пиштань (на правом берегу реки Пиштанки) и Малую Пиштань (на левом берегу).

## Учреждения
- Общеобразовательная школа.
- Фельдшерско-акушерский пункт.

## Известные уроженцы
- Цапаев, Пётр Михайлович (род. 1925) — участник Великой Отечественной войны, Председатель Яранского городского исполкома, Почётный гражданин города Яранска.